# Chelonus testaceus
Chelonus testaceus är en stekelart som först beskrevs av Vladimir Ivanovich Tobias 2001.  Chelonus testaceus ingår i släktet Chelonus och familjen bracksteklar. Inga underarter finns listade i Catalogue of Life.